# Dystrykt Alberta
Dystrykt Alberta – region administracyjny Terytoriów Północno-Zachodnich Kanady utworzony w roku 1882 i obejmujący południowe i środkowe obszary współczesnej prowincji Alberty.